# Mary FitzMaurice, 4. Countess of Orkney
Mary FitzMaurice, 4. Countess of Orkney (geb. Lady Mary O’Brien, * 4. September 1755; † 30. Dezember 1831 in Beaconsfield, Buckinghamshire), war eine britische Adlige.

## Leben
Sie war das einzige Kind von Murrough O’Brien, 1. Marquess of Thomond (1726–1808), und Mary O’Brien, 3. Countess of Orkney (um 1721–1791).
Am 21. Dezember 1777 heiratete sie Hon. Thomas FitzMaurice, den jüngeren Sohn des John Petty, 1. Earl of Shelburne (1706–1761). Mit ihm hatte sie einen Sohn:
- John FitzMaurice, Viscount Kirkwall (1778–1820)

Beim Tod ihrer Mutter erbte 1791 deren schottische Adelstitel als 4. Countess of Orkney, 4. Viscountess of Kirkwall und 4. Lady Dechmont. Die irischen Titel ihres Vaters waren ausschließlich in männlicher Linie vererbbar und fielen daher bei dessen Tod 1791 an ihren Cousin William O’Brien, 1. Baron Tadcaster, als 2. Marquess of Thomond.
Da sie ihren Sohn überlebte, fielen ihre Adelstitel bei ihrem Tod 1831 an dessen ältesten Sohn Thomas FitzMaurice (1803–1877) als 5. Earl of Orkney.